# Cincle d'Amérique
Cinclus mexicanus
Espèce
Statut de conservation UICN

 LC  : Préoccupation mineure
Répartition géographique
Le Cincle d'Amérique (Cinclus mexicanus) est une espèce de passereaux et le seul membre de la famille des cinclidés présent en Amérique du Nord et en Amérique centrale. Étant un spécialiste des cours d’eau rapides, on ne le retrouve que dans les régions montagneuses de l’ouest du continent. Son mode de vie étroitement associé à l’eau vive, qui gèle beaucoup moins en hiver, lui permet d’être sédentaire même dans le nord de son aire de répartition,

## Écologie et comportement

### Alimentation
Le Cincle d’Amérique se nourrit principalement d’insectes aquatiques à l’état larvaire : trichoptères, éphéméroptères, plécoptères, simulies, tipules, moustiques, libellules. Il capture ses proies dans l’eau en plongeant, en nageant ou aux abords de l’eau en marchant.

### Chant
Le chant du Cincle d’Amérique est mélodieux et fait penser à celui du troglodyte. Il est puissant et peut s’entendre à 100 m, peut-être pour contrer le bruit produit par les cours d’eau qu’il fréquente.

### Territorialité
Pendant la saison de reproduction, le Cincle d’Amérique défend un territoire pour l'accouplement, la nidification et l'alimentation des jeunes. Le territoire, linéaire, suit la largeur d’un cours d’eau sur une longueur qui peut aller de 400 m à 4 km. Les mâles polygynes tendent à défendre des territoires plus grands que les mâles monogames.

### Nidification
Le nid est généralement situé près de l’eau dans un endroit difficile d’accès pour les prédateurs : un interstice dans les roches ou un tronc d’arbre ou une anfractuosité dans un talus bordant le cours d’eau. Il peut aussi se servir de structures humaines - par exemple les structures de pont – ou les nichoirs. Le nid, constitué de matières végétales, est sphérique avec une entrée latérale. Le diamètre extérieur est d’environ 20 à 25 cm et l’intérieur environ 14 cm. Les œufs sont au nombre de 4 à 5 et l’incubation débute généralement à l’arrivée du dernier œuf. Seule la femelle couve les œufs. Il peut y avoir deux couvées en une saison.

### Mortalité
On a observé l’Épervier brun, l’Épervier de Cooper, le Faucon émerillon et le Busard Saint-Martin poursuivre le Cincle d’Amérique. On a également observé un Grand Héron capturer un individu et des restes ont été trouvés dans l’estomac de truites (Salvelinus malma, Salvelinus fontinalis).

## Distribution géographique
Le Cincle d’Amérique habite les régions montagneuses de l’ouest de l’Amérique du Nord et de l’Amérique centrale, de l’Alaska jusqu’au Panama. On le retrouve sur une bonne partie du territoire de l’Alaska, du Yukon et de la Colombie-Britannique. Il occupe également le sud-ouest de l’Alberta et localement, plusieurs endroits de l’ouest des États-Unis. Au Mexique, sa distribution forme une étroite bande du nord au sud dans les montagnes de l’ouest du pays. Dans le Sud du Mexique et en Amérique centrale, la distribution est morcelée, formant plusieurs populations isolées les unes des autres.
Le Cincle d’Amérique ne migre pas, sauf pour effectuer des déplacements locaux. Dans les régions où le mercure descend sous zéro en hiver, il se déplace à de plus basses altitudes, au fond des vallées et le long des côtes rocheuses, là où l’eau ne gèle pas.

### Habitat

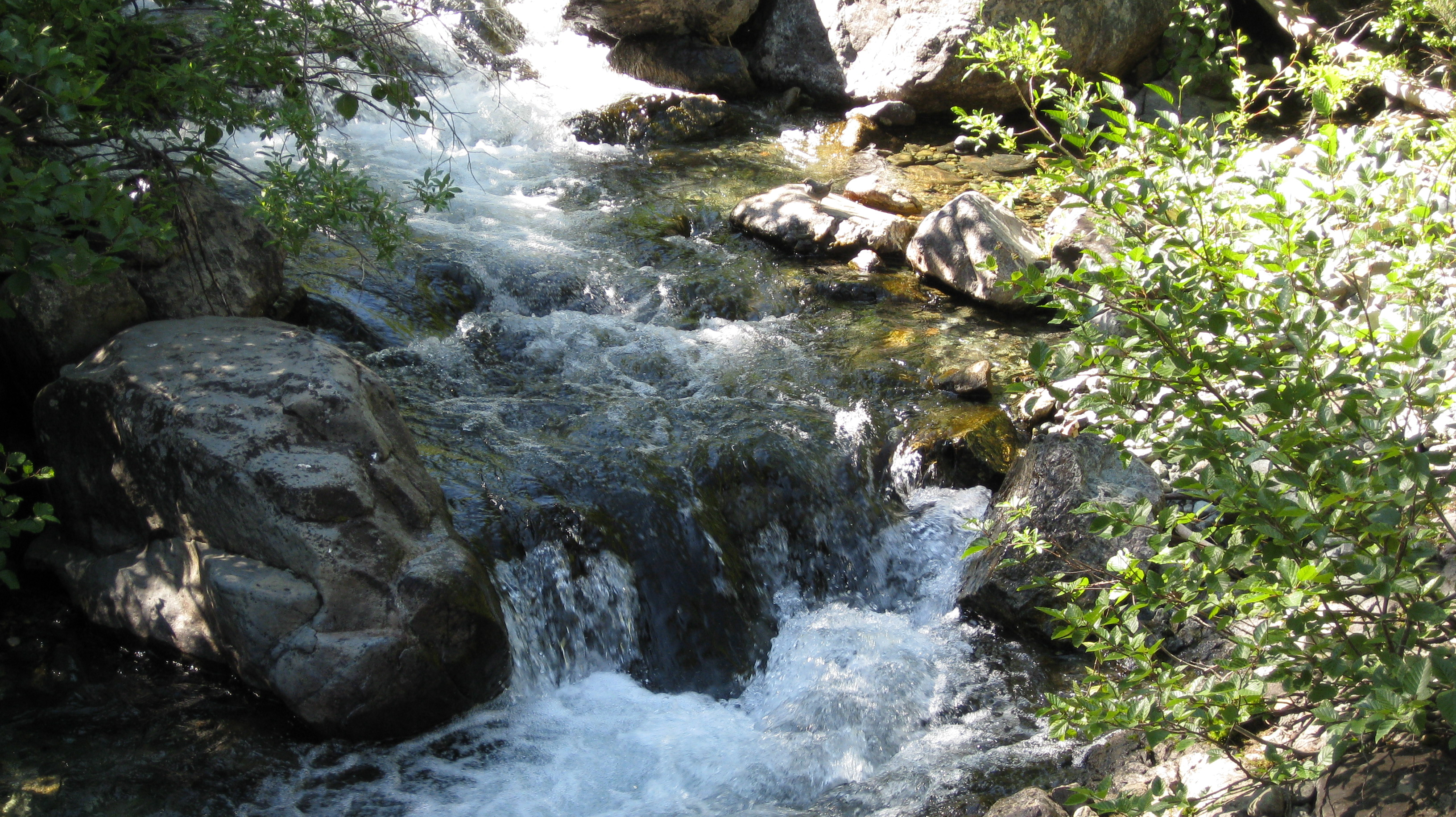
Exemple d'un cours d'eau approprié pour le Cincle d'Amérique

Le même type d’habitat est utilisé d’une saison à l’autre : les cours d’eau rapides, l’eau claire non polluée avec des cascades et des chutes. Le lit du cours d’eau doit être couvert de roches, de cailloux ou de sable et dépourvu de végétation aquatique. La structure des rives est également importante : elles doivent nécessairement comporter des ravins, des talus et de gros rochers et, dans une moindre mesure, des arbres tombés et des souches. Le Cincle trouve dans ces structures naturelles des abris et des endroits pour nicher. L’habitat où se trouve le cours d’eau a peu d’importance. Il peut être en pleine forêt comme dans une prairie ou un milieu urbain.

## Systématique

### Variation géographique
On observe des variations de la couleur du plumage, notamment au niveau de la tête, du cou, du dessous et du plumage de l’immature. Ces variations sont à la base de la distinction des sous-espèces. La taille des oiseaux augmente du nord vers le sud et les oiseaux le long de la côte sont plus petits que ceux à l’intérieur des terres.

### Sous-espèces
Cinq sous-espèces sont reconnues pour le Cincle d’Amérique.
- C. m. unicolor : occupe tout le Canada et les États-Unis.
- C. m. mexicanus : au Mexique, occupe les versants montagneux, de l’État de Chihuahua jusqu’à l’État de Michoacán, l’État de Mexico et l’ouest de l’État de Puebla.
- C. m. dickermani : au Mexique, dans l’État de Guerrero, l’État d’Oaxaca, le centre de Veracruz et l’État de Puebla.
- C. m. anthonyi : du Chiapas au Mexique au sud-ouest du Guatemala et du sud-est du Honduras au sud-ouest du Nicaragua.
- C. m. ardesiacus : les cours d’eau montagneux du Costa Rica et l’ouest du Panama.

## Galerie d'images

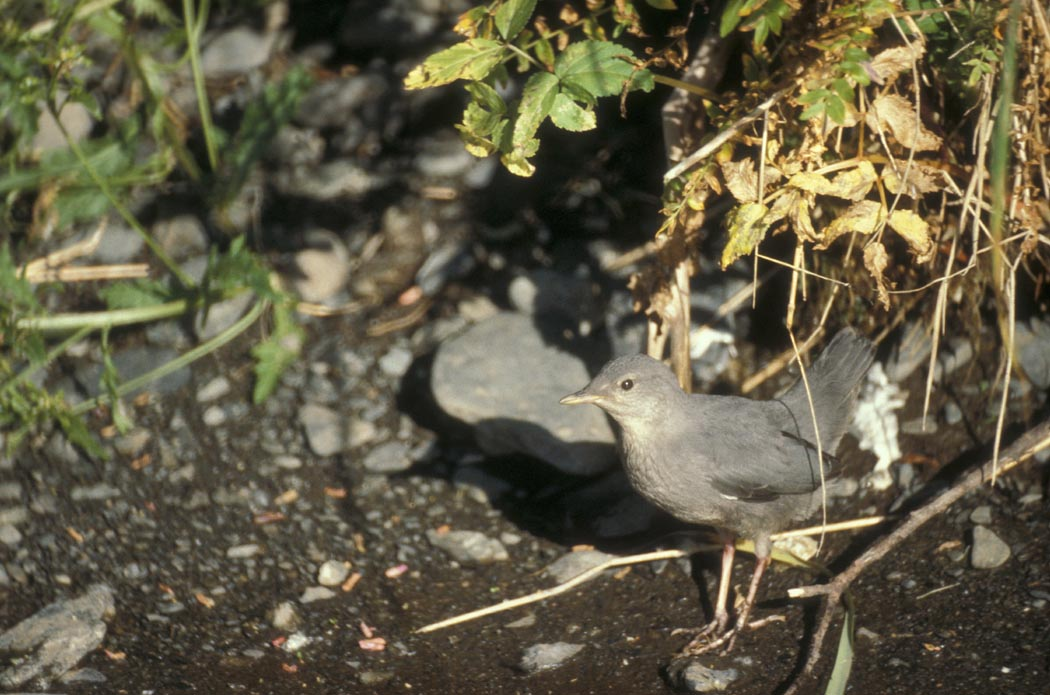
C. m. mexicanus
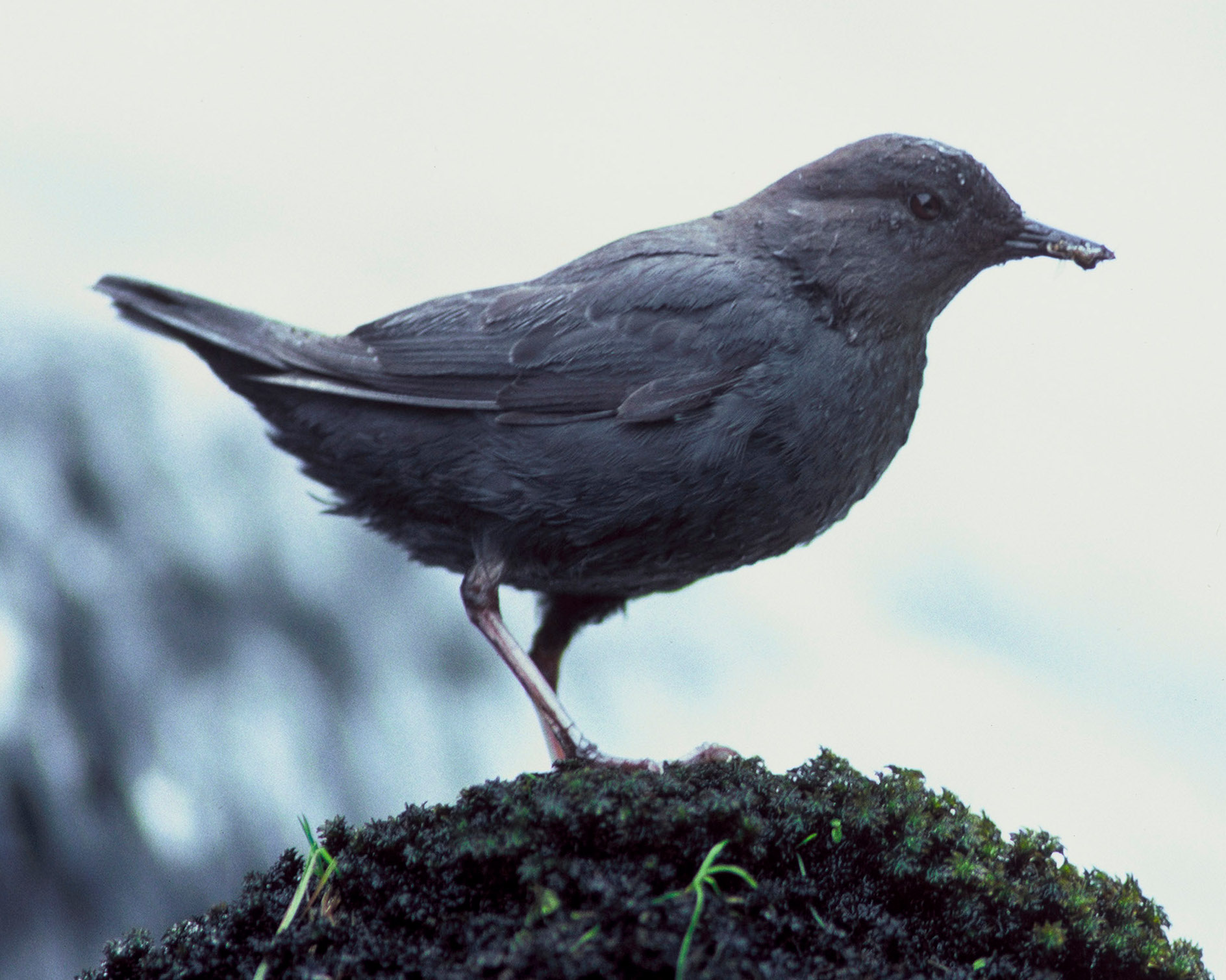
C. m. mexicanus
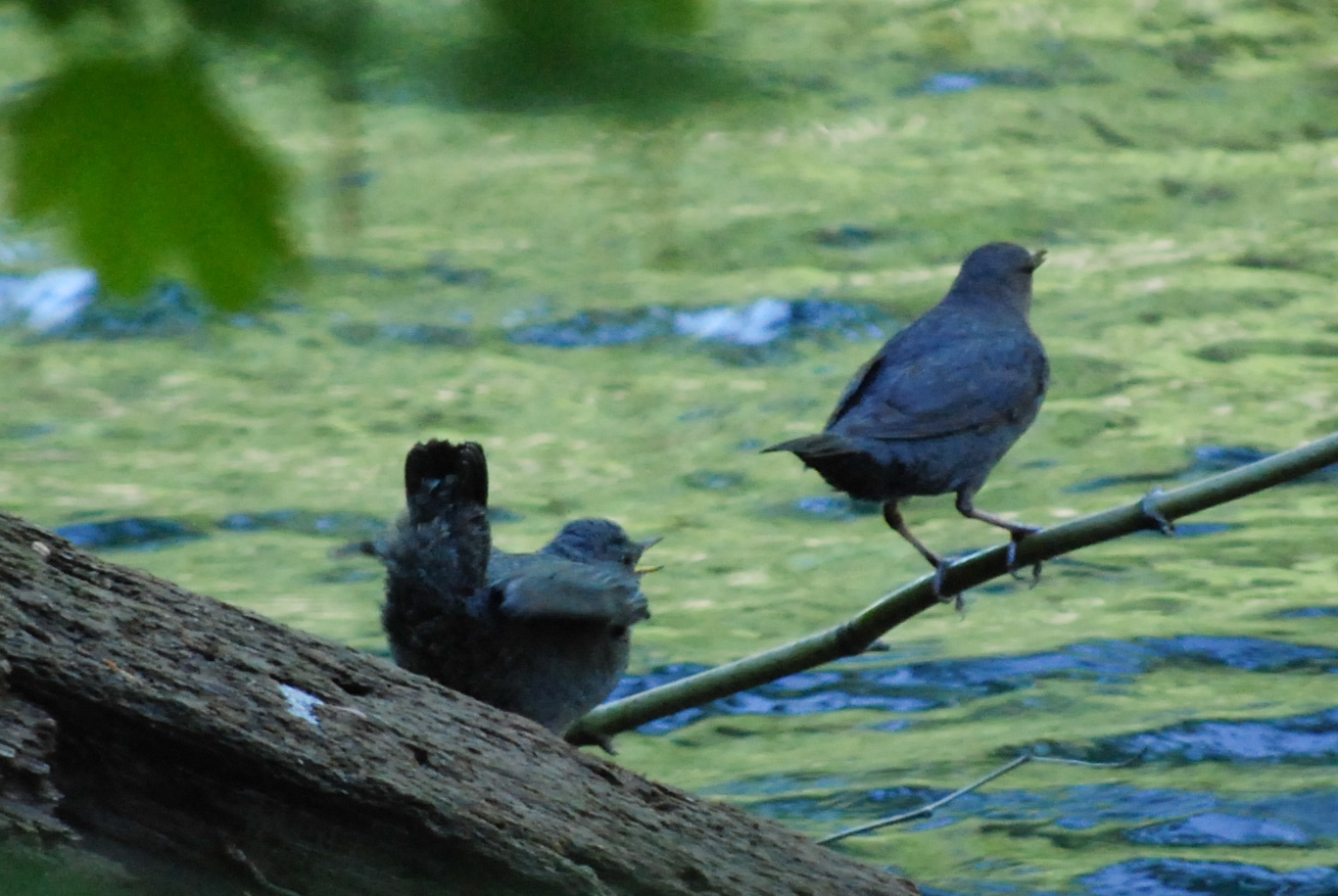
Jeune et adulte
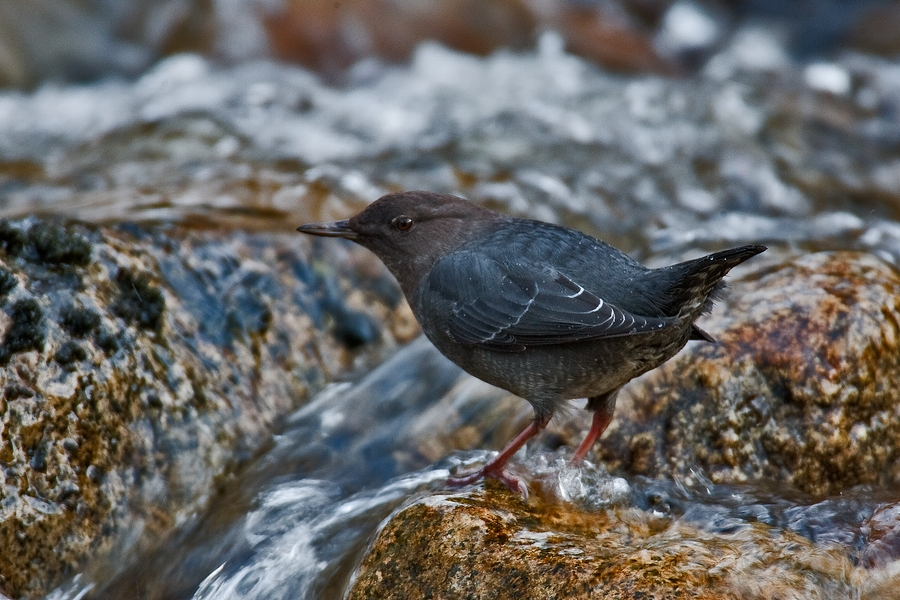
American Dipper